# Dargeia
Dargeia là một chi bướm đêm thuộc họ Geometridae.